# Ocell sastre capnegre
L'ocell sastre capnegre o ocell sastre cellut (Orthotomus nigriceps) és una espècie d'ocell passeriforme que pertany a la família Cisticolidae endèmica del sud de les Filipines.

## Distribució i hàbitat
Es troba únicament a l'est de l'illa de Mindanao.
L'hàbitat natural són els boscos humits tropicals de terres baixes.